# どうでしょう本
『どうでしょう本』（どうでしょうぼん）は、北海道テレビ（HTB）製作のバラエティ番組『水曜どうでしょう』から派生した本のこと。どうでしょう本のほかに写真集2冊を発売している。

## どうでしょう本の概要
番組グッズとして『水曜どうでしょう写真集』を2冊発行。そのあと、水曜どうでしょうの公式ホームページ「水曜どうでしょう official website」に掲載されている番組ディレクターの日記をまとめた本を出版しようという話がことの発端。
この際、出版社の担当者は「ホームページの日記を基に」発売する計画でいたが、話が進んで「本向けにすべて新たに取材をし、書き下ろす」ことをディレクターが発案。『水曜どうでしょう』の新作や『水曜どうでしょうDVD全集』の製作作業の合間を縫って取材、執筆が行われている。
『どうでしょう本』は雑誌の形式を踏み、特集企画を中心に連載企画やグラビア、BgBeeによる広告を模したイラストなどで構成される。主な記事はディレクターが執筆している。

### 日記本
上記の「ホームページの日記を基に」したものが、『どうでしょう本』とは別形式の『日記本』として2008年に1巻が出版され、これまでに5巻販売されている。

## 発売形式
販売に関しては『水曜どうでしょうDVD全集』で確立したローソン「Loppi」による注文販売と、HTBグッズ取扱店での店頭販売、HTBオンラインショップでのインターネット販売があり、書店に並ぶことはない。

## 第1号
- 2004年11月発売。100頁。

主な内容
- 本を作ることになりました!
- 大特集「スペイン大紀行」(D陣が実際に現地で、ロケの下見として「サン・フェルミン祭」を視察)
- スタイリスト大喜利～第一回「荒々しい男」～
- どうでしょうを取り巻く人々「美術スタッフBgBeeの真実」
- 鈴井貴之「自己分析ノート」
- 大泉洋「一生のその先」
- 今日のonさん

## 第2号
- 2005年8月発売。192頁。

主な内容
- 巻頭グラビア「大泉洋 24 TWENTY FOUR」
- 大特集「もっと四国」
  - 一杯百円の幸せ～三年ぶりの香川うどん紀行～(D陣と森崎博之が讃岐うどんの店を巡る)
  - 四国快晴～過去も未来も現在も いつか全てがなつかしい～(D陣が四国を旅する)
  - 大泉洋「お遍路の魅力を語る」
- スタイリスト大喜利「カリスマ in KOREA」(スタイリストの小松が韓国で衣装を調達し、鈴井に着せる)
- どうでしょうを取り巻く人々「四宮Pの見果てぬ青空」
- BgBeeお仕事図鑑～愛すべきムダの数々～
- 大泉洋「一生のその先」
- 鈴井貴之「韓国より」
- 今日のonさん

## 第3号
- 作成中。発売日未定。
- 大特集「いっそ九州」（これだけは決まっているらしく、既にロケも済んでいる）